# 춘천 강간살인 조작 사건
춘천 강간살인 조작 사건(春川強姦殺人造作事件)은 1972년 9월 27일 강원도 춘천시 우두동에서 춘천경찰서 역전파출소장의 초등학교 2학년 9살 딸이 강간 살해당한 사건이다. 피해 아동은 방과 후 집에 가다가 TV 시청을 위해 만화방에 갔었는데, 당시 사건의 범인으로 무고한 정원섭(만화방 주인)을 고문하여 허위자백을 받아낸 사건이다. 박정희 대통령이 범인을 잡으라고 지시한 후 정원섭이 범인으로 검거되어 고문 끝에 허위자백으로 중형을 선고받고 옥살이를 했지만 대한민국 진실화해를위한과거사정리위원회의 권고로 재심이 이뤄져 2011년에 뒤늦은 무죄 판결을 받았다. 하지만 억울한 옥살이에 대한 26억원의 손해배상금 소송에서 소멸시효를 이유로 패소하여 한 푼도 배상받지 못하였다.

## 고문
당시 경찰은 자백을 받아내기 위해 정씨에 대해 비행기 태우기, 통닭구이라고 불리는 고문을 하고 주변인물 들로부터 강압으로 증언도 얻어냈으며 뒤늦게 사실대로 진술을 반복한 사람들은 위증죄로 징역형을 받았다. 당시 정씨 가게 종업원은 "5~6명이 정도가 나를 하나 가운데 놓고, 머리 때리고 잡고 흔들고… 그 상황에서는 죽였다 그러면 죽인 거고, 봤다 그러면 봤다 그럴 수밖에 없는 거예요."라고 말하였다.

## 재심 무죄 판결

### 춘천지방법원
신의 눈을 갖지 못한 재판부로서는 감히 이 사건의 진실에 도달했다고 자신할 수는 없다. 다만 한 가지 분명한 것은 대한민국의 헌법과 법률이 규정한 적법절차의 원칙에 따르자면 검사가 제출한 증거들은 증거로 사용될 수 없거나 믿을 수 없는 것이어서, 그것들만으로 피고인의 유죄를 인정할 수 없다. 이 사건 수사 과정에서 자신이 마땅히 누려야 할 최소한의 권리와 적법절차를 보장받지 못한 채 고통을 겪었던 피고인이 마지막 희망으로 기대었던 법원마저 적법절차에 대한 진지한 성찰과 고민이 부족했고 그 결과 피고인의 호소를 충분히 경청할 수 없었다는 점에 대해서는 어떠한 변명의 여지도 없다.— 춘천지방법원 정성태 부장판사

## 소설과 영화화
2013년 개봉하여 관객 1,000만명을 동원한 영화 7번방의 선물이 이 사건을 기반으로 제작되었다. 장편소설 '뿔'이 이 사건을 바탕으로 쓰여졌다.

## 같이 보기
- 수원 노숙소녀 살인 사건
- 일본 변호사 연합회가 지원하는 재심 사건
- 7번방의 선물

## 참고 문헌
- 임은정, 뿔, 문화구창작동, 2012. ISBN 978-89-968319-0-7
- 춘천 강간살인조작 의혹 사건 진실·화해를위한과거사정리위원회 사건별보고서